# Хусто Сиера Мендес
Хусто Сиера Мендес е изтъкнат мексикански писател, журналист,  поет и политик от втората половина на 19 век.

## Биография
Роден е на 26 януари 1848 г. в градчето Кампече, Мексико и умира на 13 септември 1912 г. в град Мадрид, Испания. Той е син на мексиканския писател романист Хусто Сиера О'Райли, за когото се смята, че е дал на сина си вдъхновението да пише и любовта към литературата. Сиера се мести в град Мексико сити на 13-годишна възраст през 1861, годината когато умира баща му; това е и годината на френската интервенция в страната. Заедно със състудентите си Сиера откликва на патриотичния порив и се включва с другите воинствени либерали, което остава характерна черта до края на живота му. Най-ценните му творби са със социално-политически сюжети, на моменти почти мемоарни от ерата на Бенито Хуарес и Порфирио Диас. Особено място заема написаната от него биография на Хуарес – „Политическата еволюция на мексиканския народ“ (исп. Evolución política del pueblo mexicano), която, според Антонио Касо отбелязва определено ерата на Реформата в Мексико. Той е член на Мексиканската Езикова Академия през 1887 и изпълнява длъжността на 6-и директор от 1910 до смъртта си през 1912 г.

## Общественик
Избран е многократно да служи като представител във Федералната Камара на Депутатите, а така също е член на кабинета неколкократно, като заема различни правителствени постове. От 1905 до 1911 г. се съгласява да служи като Министър на Народното Просвещение в правителството под диктатурата на Порфирио Диас. По това време той инициира възстановяването на най-старото висше учебно заведение в Мексико – столичния университет Кралски и папски университет на Мексико. Под новата си форма той се ражда като Национален автономен университет на Мексико. Независимо от това че служи в кабинета на диктатора Диас, той никога не се опитва да прикрие истинските си либерални настроения и неприязън към всяка форма на диктатура. След свалянето на Диас и избирането на Франсиско И. Мадеро в самото начало на Мексиканската революция, Мадеро избира Сиера за посланик на страната в Испания. Сиера умира на поста си, служейки на родината си през 1912; тленните му останки са върнати в Мексико, където Мадеро устройва великолепно погребение на достойния патриот.

## Извадки от творчеството
- „Сборник обща история на Мексико“ / Compendio de historia general, México, 1878
- „Сборник антична история“ / Compendio de la historia de la antigüedad, México, 1880
- „Изповедите на един пианист“ / Confesiones de un pianista, México, 1882
- „Обща история“/ Historia general, México, 1891
- „Роматични разкази“/ Cuentos románticos, México, 1896, 1934, 1946
- „Хуарес. Работа и време“/ Juárez. Su obra y su tiempo, México, 1905 – 1906
- „История на Мексико. Завоеванието. Нова Испания.“/ Historia de México. La Conquista. La Nueva España, Madrid, 1917
- „Проза“/ Prosas, México, 1917
- „Стихотворения“/ Poemas, México, 1917
- „Размисли“/ Discursos, México, 1918
- „Поезия“/ Poesías, 1842 – 1912, México, 1938
- „Политическата еволюция на мексиканския народ“/ Evolución política del pueblo mexicano, México, 1941
- „Хусто Сиера. Проза“/ Justo Sierra. Prosas, México, 1939
- „Събрани съчинения“/ Obras completas, XV vols., México, 1948 – 1949.